# Persone di nome Pedro
| Questa pagina contiene informazioni ricavate automaticamente dalle voci biografiche con l'ausilio del template Bio e di un bot. L'aggiornamento è periodico e automatico e ricostruisce completamente la pagina. Se manca una persona in questa lista, sei pregato di non aggiungerla, ma accertati piuttosto che la sua voce biografica contenga il template Bio e che i dati anagrafici siano correttamente compilati. Se il template Bio manca, inseriscilo tu stesso o, in alternativa, metti l'avviso {{tmp\|Bio}} che ne segnala la mancanza. Se i dati riportati sono sbagliati, correggi direttamente la voce biografica; le modifiche saranno visibili in questa lista entro pochi giorni. Per chiarimenti vedi il progetto antroponimi. La lista contiene solo le 679 persone che sono citate nell'enciclopedia e per le quali è stato implementato correttamente il template Bio. Pagina aggiornata al 6 ago 2025. |

Questa è una lista di persone presenti nell'enciclopedia che hanno il nome Pedro, suddivise per attività principale.

## Allenatori di calcio(27)
- Otto Bumbel, allenatore di calcio brasiliano (Taquara, n. 1914 - Porto Alegre, † 1998)
- Pedro Caixinha, allenatore di calcio e ex calciatore portoghese (Beja, n. 1970)
- Pedro Cambareri, allenatore di calcio e calciatore argentino (General Viamonte, n. 1940 - † 2010)
- Daniel Sousa, allenatore di calcio portoghese (Barcelos, n. 1984)
- Pedro Dellacha, allenatore di calcio e calciatore argentino (Lanús, n. 1926 - Vicente López, † 2010)
- Pedro Emanuel, allenatore di calcio e ex calciatore angolano (Luanda, n. 1975)
- Pedro García Barros, allenatore di calcio e ex calciatore cileno (n. 1946)
- Pedro Gómez Carmona, allenatore di calcio spagnolo (Vitoria, n. 1982)
- Pedro Larraquy, allenatore di calcio e ex calciatore argentino (Buenos Aires, n. 1956)
- Bubista, allenatore di calcio e ex calciatore capoverdiano (Boa Vista, n. 1970)
- Pedro Llorente, allenatore di calcio spagnolo (Elche, n. 1897)
- Pedrinha, allenatore di calcio e ex calciatore portoghese (Marco de Canaveses, n. 1978)
- Pepa, allenatore di calcio e ex calciatore portoghese (Torres Novas, n. 1980)
- Pedro Martins, allenatore di calcio e ex calciatore portoghese (Santa Maria da Feira, n. 1970)
- Pedro Munitis, allenatore di calcio e ex calciatore spagnolo (Santander, n. 1975)
- Pedro Monzón, allenatore di calcio e ex calciatore argentino (Goya, n. 1962)
- Pedro Morales Torres, allenatore di calcio cileno (La Serena, n. 1932 - Santiago del Cile, † 2000)
- Pedro Oliveira, allenatore di calcio e ex calciatore portoghese (Santo Ildefonso, n. 1981)
- Pedro Olivieri, allenatore di calcio uruguaiano (Montevideo, n. 1892)
- Pedro Pasculli, allenatore di calcio e ex calciatore argentino (Santa Fe, n. 1960)
- Pedro Sarabia, allenatore di calcio e ex calciatore paraguaiano (Asunción, n. 1975)
- Pedro Silva, allenatore di calcio e ex calciatore brasiliano (Brasilia, n. 1981)
- Pedro Taborda, allenatore di calcio e ex calciatore portoghese (Covilhã, n. 1978)
- Pedro Ricardo Torres Ribeiro, allenatore di calcio portoghese (Guimarães, n. 1985)
- Pedro Troglio, allenatore di calcio e ex calciatore argentino (Luján, n. 1965)
- Pedro Valido, allenatore di calcio e ex calciatore portoghese (Lisbona, n. 1970)
- Pedro María Zabalza, allenatore di calcio e ex calciatore spagnolo (Pamplona, n. 1944)

## Allenatori di calcio a 5(1)
- Pedro Costa, allenatore di calcio a 5 e ex giocatore di calcio a 5 portoghese (São Sebastião da Pedreira, n. 1978)

## Allenatori di pallacanestro(8)
- Pedro Barba, allenatore di pallacanestro messicano (Chihuahua, n. 1925)
- Pedro Bátiz, allenatore di pallacanestro e dirigente sportivo argentino (n. 1938 - Mendoza, † 2003)
- Pedro Calles, allenatore di pallacanestro spagnolo (Cordova, n. 1983)
- Pedro Espinoza, allenatore di pallacanestro venezuelano (Santa Ana, n. 1934 - Caracas, † 2011)
- Pedro Ferrándiz, allenatore di pallacanestro spagnolo (Alicante, n. 1928 - Alicante, † 2022)
- Pedro Martínez Sánchez, allenatore di pallacanestro spagnolo (Barcellona, n. 1961)
- Pedro Morilla Fuentes, allenatore di pallacanestro brasiliano (San Paolo, n. 1929 - Franca, † 1992)
- Pedro Rivero, allenatore di pallacanestro e ex cestista spagnolo (Segovia, n. 1979)

## Ammiragli(2)
- Pedro Porter Casanate, ammiraglio, navigatore e esploratore spagnolo (Saragozza, n. 1611 - Concepción, † 1662)
- Pedro de Cárdenas y Blancardi, ammiraglio spagnolo (Palermo, n. 1732 - Cadice, † 1810)

## Anarchici(1)
- Pedro Esteve, anarchico, giornalista e editore spagnolo (Barcellona, n. 1865 - † 1925)

## Antropologi(1)
- Pedro Armillas, antropologo e archeologo spagnolo (San Sebastián, n. 1914 - † 1984)

## Arbitri di calcio(1)
- Pedro Proença, ex arbitro di calcio portoghese (Lisbona, n. 1970)

## Architetti(3)
- Pedro de Brizuela, architetto spagnolo (Segovia, n. 1575 - Segovia, † 1632)
- Pedro Machuca, architetto e pittore spagnolo (Toledo, n. 1485 - † 1550)
- Pedro Muguruza, architetto e politico spagnolo (Madrid, n. 1893 - Madrid, † 1952)

## Arcivescovi cattolici(7)
- Pedro Cantero Cuadrado, arcivescovo cattolico spagnolo (Carrión de los Condes, n. 1902 - Madrid, † 1978)
- Pedro Brito Guimarães, arcivescovo cattolico brasiliano (Buriti, n. 1954)
- Pedro Manrique de Lara, arcivescovo cattolico e teologo spagnolo (Crotone, n. 1553 - Saragozza, † 1615)
- Pedro Moya de Contreras, arcivescovo cattolico spagnolo (Pedroche - Madrid, † 1591)
- Pedro López Quintana, arcivescovo cattolico spagnolo (Barbastro, n. 1953)
- Pedro Ercílio Simon, arcivescovo cattolico brasiliano (Ibiaçá, n. 1941 - Passo Fundo, † 2020)
- Pedro Tenorio, arcivescovo cattolico spagnolo (Talavera de la Reina, n. 1328 - Toledo, † 1399)

## Arrampicatori(1)
- Pedro Pons, arrampicatore spagnolo (Valencia, n. 1969)

## Artisti marziali misti(1)
- Pedro Rizzo, artista marziale misto brasiliano (Rio de Janeiro, n. 1974)

## Assassini seriali(2)
- Pedro Alonso López, serial killer colombiano (Santa Isabel, n. 1948)
- Pedro Rodrigues Filho, serial killer brasiliano (Santa Rita do Sapucaí, n. 1954 - Mogi das Cruzes, † 2023)

## Astrofisici(1)
- Pedro Zadunaisky, astrofisico e matematico argentino (Rosario, n. 1917 - Buenos Aires, † 2009)

## Astronauti(1)
- Pedro Duque, astronauta, politico e ingegnere spagnolo (Madrid, n. 1963)

## Atleti paralimpici(1)
- Pedro Delgado Martín, ex atleta paralimpico spagnolo (Santa Cruz de Tenerife, n. 1975)

## Attori(10)
- Pedro Alonso, attore e scrittore spagnolo (Vigo, n. 1971)
- Pedro Armendáriz, attore messicano (Città del Messico, n. 1912 - Los Angeles, † 1963)
- Pedro Campos, attore cileno (Austin, n. 1988)
- Pedro Casablanc, attore, regista e doppiatore spagnolo (Casablanca, n. 1963)
- Pedro de Cordoba, attore statunitense (New York, n. 1881 - † 1950)
- Pedro Gonzalez Gonzalez, attore statunitense (Aguilares, n. 1925 - Culver City, † 2006)
- Pedro Pablo Isla, attore spagnolo (Badalona, n. 1976)
- Pedro León, attore statunitense (Tucson, n. 1878 - † 1931)
- Pedro Pascal, attore cileno (Santiago del Cile, n. 1975)
- Pedro Peña, attore spagnolo (Tordehumos, n. 1925 - Madrid, † 2014)

## Avvocati(3)
- Pedro Angulo Arana, avvocato e politico peruviano (Lima, n. 1960)
- Pedro Montt, avvocato e politico cileno (Santiago del Cile, n. 1846 - Brema, † 1910)
- Pedro de Viscarra, avvocato spagnolo

## Bassisti(1)
- Pit Passarell, bassista argentino (Buenos Aires, n. 1968 - San Paolo, † 2024)

## Biochimici(1)
- Pedro Cuatrecasas, biochimico spagnolo (Madrid, n. 1936 - La Jolla, † 2025)

## Canoisti(1)
- Pedro Vázquez Llenín, canoista spagnolo (n. 1996)

## Cantanti(7)
- Pedro Abrunhosa, cantante e compositore portoghese (Sé, n. 1960)
- Pedro Aznar, cantante e polistrumentista argentino (Buenos Aires, n. 1959)
- St. Pedro, cantante spagnolo (San Cristóbal de La Laguna, n. 1996)
- Pedro Marín, cantante e attore spagnolo (Barcellona, n. 1961)
- Pedro Capó, cantante portoricano (San Juan, n. 1980)
- C4 Pedro, cantante angolano (Luanda, n. 1983)
- Peret, cantante spagnolo (Mataró, n. 1935 - Barcellona, † 2014)

## Cardinali(21)
- Pedro Ricardo Barreto Jimeno, cardinale e arcivescovo cattolico peruviano (Lima, n. 1944)
- Pedro Gómez Barroso il Vecchio, cardinale e vescovo spagnolo (Toledo - Avignone, † 1345)
- Pedro Luis de Borja Llançol de Romaní, cardinale spagnolo (Valencia, n. 1472 - † 1511)
- Pedro de Deza Manuel, cardinale e vescovo cattolico spagnolo (Siviglia, n. 1520 - Roma, † 1600)
- Pedro Fernández Manrique, cardinale e vescovo cattolico spagnolo (Valencia - Roma, † 1540)
- Pedro Fernández de Frías, cardinale e vescovo cattolico spagnolo (Burgos - Firenze, † 1420)
- Pedro Ferris, cardinale e vescovo cattolico spagnolo (Cocentaina, n. 1415 - Roma, † 1478)
- Pedro Paulo de Figueiredo da Cunha e Melo, cardinale e arcivescovo cattolico portoghese (Tavira, n. 1770 - Braga, † 1855)
- Pedro Fonseca, cardinale portoghese (Olivenza - Vicovaro, † 1422)
- Pedro González de Mendoza, cardinale e arcivescovo cattolico spagnolo (Guadalajara, n. 1428 - Guadalajara, † 1495)
- Pedro Gómez Barroso il Giovane, cardinale e arcivescovo cattolico spagnolo (Toledo - Avignone, † 1374)
- Pedro Pacheco Ladrón de Guevara, cardinale e vescovo cattolico spagnolo (La Puebla de Montalbán, n. 1488 - Roma, † 1560)
- Pedro Benito Antonio Quevedo y Quintano, cardinale e vescovo cattolico spagnolo (Villanueva del Fresno, n. 1736 - Orense, † 1818)
- Pedro Inguanzo Rivero, cardinale e arcivescovo cattolico spagnolo (Llanes, n. 1764 - Toledo, † 1836)
- Pedro Rodríguez, cardinale e vescovo cattolico spagnolo (Castiglia - Avignone, † 1310)
- Pedro Rubiano Sáenz, cardinale e arcivescovo cattolico colombiano (Cartago, n. 1932 - Bogotà, † 2024)
- Pedro Gómez Sarmiento de Villandrando, cardinale e arcivescovo cattolico spagnolo (Ribadeo, n. 1478 - Lucca, † 1541)
- Pedro Segura y Sáenz, cardinale e arcivescovo cattolico spagnolo (Carazo, n. 1880 - Madrid, † 1957)
- Pedro Serra, cardinale spagnolo (Barcellona - Genova, † 1404)
- Pedro de Cardona, cardinale e arcivescovo cattolico spagnolo (Catalogna - † 1183)
- Pedro de Salazar Gutiérrez de Toledo, cardinale e vescovo cattolico spagnolo (Malaga, n. 1630 - Cordova, † 1706)

## Cartografi(1)
- Pedro Reinel, cartografo e navigatore portoghese († 1542)

## Cavalieri(1)
- Pedro Rodríguez de los Cobos, cavaliere spagnolo

## Cestisti(22)
- Pedro Abreu, ex cestista cubano (Santa Clara, n. 1957)
- Pedro Alonso Arbeleche, cestista cubano (L'Avana, n. 1910 - Getafe, † 2006)
- Pedro Ansa, ex cestista spagnolo (Barcellona, n. 1957)
- Pedro Araya Zavala, cestista cileno (Los Andes, n. 1925 - Santiago del Cile, † 1998)
- Pedro Barral, cestista argentino (Morón, n. 1994)
- Freddy Borrás, cestista e allenatore di pallacanestro portoricano (Guánica, n. 1924 - Guaynabo, † 1999)
- Pedro Bustos, cestista argentino (La Rioja, n. 1927 - Córdoba, † 2024)
- Pere Capdevila, ex cestista spagnolo (Barcellona, n. 1973)
- Pedro Catarino, cestista portoghese (Porto, n. 1990)
- Pedro Chappé, cestista e allenatore di pallacanestro cubano (L'Avana, n. 1945 - † 2003)
- Pedro Cobarrubia, ex cestista cubano (Pinar del Río, n. 1964)
- Pedro Fernández Espinosa, ex cestista spagnolo (Cartagena, n. 1978)
- Okary Lenderborg, ex cestista dominicano (Santo Domingo, n. 1972)
- Pedro Llompart, ex cestista e dirigente sportivo spagnolo (Palma di Maiorca, n. 1982)
- Pedro Meza, ex cestista messicano (Chihuahua, n. 1985)
- Pedro Miguel Neves, ex cestista portoghese (n. 1968)
- Pedro Otero, cestista cubano (L'Avana, n. 1920)
- Pedro Vicente Fonseca, ex cestista brasiliano (São Vicente, n. 1935)
- Pedro César Ferrer Cardoso, ex cestista brasiliano (n. 1949)
- Pedro Rivas, cestista panamense (Colón, n. 1945 - Colón, † 2007)
- Pedro Robles, ex cestista spagnolo (Madrid, n. 1977)
- Pedro Rodríguez Fernández, ex cestista spagnolo (Madrid, n. 1964)

## Chitarristi(3)
- Pedro Luis Ferrer, chitarrista, compositore e cantante cubano (Yaguajay, n. 1952)
- Kiko Loureiro, chitarrista brasiliano (Rio de Janeiro, n. 1972)
- Pedro Suárez-Vértiz, chitarrista, cantante e compositore peruviano (Lima, n. 1969 - Lima, † 2023)

## Ciclisti su strada(6)
- Pedro Arreitunandia, ex ciclista su strada spagnolo (Pontevedra, n. 1974)
- Pedro Delgado, ex ciclista su strada spagnolo (Segovia, n. 1960)
- Pedro Díaz Lobato, ex ciclista su strada spagnolo (Madrid, n. 1973)
- Pedro Horrillo, ex ciclista su strada spagnolo (Eibar, n. 1974)
- Pedro Muñoz, ex ciclista su strada spagnolo (Mieres, n. 1958)
- Pedro Torres, ex ciclista su strada e dirigente sportivo spagnolo (Humilladero, n. 1949)

## Compositori(4)
- Pedro Eustache, compositore, musicista e polistrumentista venezuelano (Caracas, n. 1959)
- Pedro Flores, compositore portoricano (Naguabo, n. 1894 - San Juan, † 1979)
- Pedro Elías Gutiérrez, compositore venezuelano (La Guaira, n. 1870 - Macuto, † 1954)
- Pedro Blanco López, compositore, pianista e critico musicale spagnolo (Leon, n. 1883 - Porto, † 1919)

## Condottieri(3)
- Gómez de Albornoz, condottiero spagnolo (Cuenca, n. 1322 - † 1377)
- Pedro de Alvarado, condottiero spagnolo (Badajoz - Guadalajara, † 1541)
- Pedro de Candia, condottiero greco (Creta - Chupas, † 1542)

## Criminali(1)
- Pedro Oliveiro Guerrero, criminale colombiano (n. 1970 - Puerto Elvira, † 2010)

## Critici letterari(1)
- Pedro Henríquez Ureña, critico letterario, filologo e saggista dominicano (Santo Domingo, n. 1884 - Buenos Aires, † 1946)

## Danzatori(1)
- Pedro Romeiras, ballerino portoghese (Lisbona, n. 1961)

## Diplomatici(3)
- Pedro Álvarez de Toledo y Colonna, diplomatico e nobile spagnolo (Napoli, n. 1546 - Madrid, † 1627)
- Pedro Cebrián, diplomatico spagnolo (Luceni, n. 1687 - Madrid, † 1752)
- Pedro Peña, diplomatico e politico paraguaiano (Asunción, n. 1864 - Asunción, † 1943)

## Dirigenti sportivi(2)
- Pedro Cordero, dirigente sportivo e ex calciatore spagnolo (Cartagena, n. 1968)
- Pedro Paulo de Oliveira, dirigente sportivo, allenatore di calcio e ex calciatore brasiliano (Rio de Janeiro, n. 1977)

## Disc jockey(2)
- Pedro Sampaio, disc jockey, cantautore e produttore discografico brasiliano (Rio de Janeiro, n. 1997)
- Pedro Winter, disc jockey e produttore discografico francese (Parigi, n. 1975)

## Drammaturghi(1)
- Pedro Calderón de la Barca, drammaturgo e religioso spagnolo (Madrid, n. 1600 - Madrid, † 1681)

## Economisti(1)
- Pedro Rodríguez de Campomanes, economista, storico e politico spagnolo (Oviedo, n. 1723 - Madrid, † 1802)

## Educatori(1)
- Pedro Ponce de Leon, educatore e pedagogo spagnolo (Sahagún, n. 1508 - † 1584)

## Esploratori(12)
- Pedro Almíndez Chirino, esploratore spagnolo
- Pedro de Avendaño, esploratore spagnolo
- Pedro Bohórquez, esploratore spagnolo (Arahal, n. 1602 - Lima, † 1667)
- Pedro Fernández de Lugo, esploratore spagnolo (Siviglia, n. 1475 - Santa Marta, † 1536)
- Pedro de Mendoza, esploratore e militare spagnolo (Guadix - Oceano Atlantico, † 1537)
- Pedro Menéndez de Avilés, esploratore spagnolo (Avilés, n. 1519 - Santander, † 1574)
- Pedro Alonso Niño, esploratore spagnolo (Moguer, n. 1468 - † 1505)
- Pedro de los Ríos y Gutiérrez de Aguayo, esploratore spagnolo (Cordova - Huarinas, † 1547)
- Pedro Tafur, esploratore e scrittore spagnolo (Cordova)
- Pedro de Teixeira, esploratore portoghese (Cantanhede - † 1640)
- Pedro de Ursúa, esploratore spagnolo (Baztan, n. 1526 - † 1561)
- Pedro de Sintra, esploratore portoghese (Lagos - Guinea, † 1484)

## Filosofi(4)
- Pedro da Fonseca, filosofo e teologo portoghese (Proença-a-Nova, n. 1528 - Lisbona, † 1599)
- Pedro Francisco Miguel, filosofo, scrittore e teologo angolano (Casseno de Golungo Alto, n. 1941)
- Pedro de Amorim Viana, filosofo portoghese (Lisbona, n. 1822 - Lisbona, † 1901)
- Pedro de Valencia, filosofo, umanista e storico spagnolo (Zafra, n. 1555 - Madrid, † 1620)

## Francescani(1)
- Pedro de Aguado, francescano spagnolo (Valdemoro, n. 1538 - Bogotà, † 1609)

## Funzionari(2)
- Pedro Arias Dávila, funzionario spagnolo (Segovia - Léon, † 1531)
- Pedro Díaz de Valdés, funzionario e avvocato spagnolo (Gijón, n. 1761 - Santiago del Cile, † 1826)

## Generali(12)
- Pedro Álvarez de Toledo y Leiva, generale e diplomatico spagnolo (Madrid - Madrid, † 1654)
- Pedro Caro, generale spagnolo (Palma di Maiorca, n. 1761 - † 1811)
- Pedro de Castro, generale spagnolo (San Julián de Cela, n. 1678 - Città del Messico, † 1741)
- Pedro Pablo Dartnell, generale e politico cileno (Linares, n. 1873 - Santiago del Cile, † 1944)
- Pedro de Valdivia, generale spagnolo (Villanueva de la Serena, n. 1497 - Tucapel, † 1553)
- Pedro Enríquez de Acevedo, generale e politico spagnolo (Zamora, n. 1525 - Milano, † 1610)
- Pedro Mendinueta y Múzquiz, generale spagnolo (Elizondo, n. 1736 - † 1825)
- Pedro Osores de Ulloa, generale spagnolo (Vigo, n. 1554 - Concepción, † 1624)
- Pedro de Padilla, generale e poeta spagnolo (Talavera de la Reina - Granada, † 1599)
- Pedro Pablo Ramírez, generale e politico argentino (La Paz, n. 1884 - Buenos Aires, † 1962)
- Pedro Villacampa y Periel, generale spagnolo (Laguarta, n. 1776 - Madrid, † 1854)
- Pedro de Villagra, generale e esploratore spagnolo (Mombeltrán, n. 1513 - Lima, † 1577)

## Gesuiti(4)
- Pedro Arrupe, gesuita spagnolo (Bilbao, n. 1907 - Roma, † 1991)
- Pedro Juan Perpiñá, gesuita spagnolo (Valencia, n. 1530 - Parigi, † 1566)
- Pedro Páez, gesuita e missionario spagnolo (Olmeda, n. 1564 - Gorgora, † 1622)
- Pedro de Ribadeneira, gesuita spagnolo (Toledo, n. 1527 - Madrid, † 1611)

## Giocatori di baseball(5)
- Pedro Báez, giocatore di baseball dominicano (Baní, n. 1988)
- Pedro Feliciano, giocatore di baseball portoricano (Río Piedras, n. 1976 - Vega Alta, † 2021)
- Pedro Luis Lazo, ex giocatore di baseball cubano (Pinar del Río, n. 1973)
- Pedro Martínez, ex giocatore di baseball dominicano (Manoguayabo, n. 1971)
- Pedro Strop, giocatore di baseball dominicano (San Cristóbal, n. 1985)

## Giocatori di beach volley(2)
- Pedro Cunha, giocatore di beach volley brasiliano (Rio de Janeiro, n. 1983)
- Pedro Solberg, giocatore di beach volley brasiliano (Rio de Janeiro, n. 1986)

## Giocatori di calcio a 5(4)
- Pedro Cary, ex giocatore di calcio a 5 portoghese (Faro, n. 1984)
- Pedro Franco, ex giocatore di calcio a 5 paraguaiano (n. 1964)
- Pedro Guedes, giocatore di calcio a 5 brasiliano (Curitiba, n. 1996)
- Pedro Pascottini, giocatore di calcio a 5 paraguaiano (n. 1998)

## Giuristi(5)
- Pedro Lombardía, giurista spagnolo (Cordova, n. 1930 - Pamplona, † 1986)
- Pedro Plaza y Moraza, giurista spagnolo (Briviesca, n. 1524 - isole Canarie, † 1564)
- Pedro de Santarém, giurista portoghese (n. 1460 - † 1521)
- Pedro Juan Viladrich, giurista spagnolo (Lleida, n. 1944)
- Pedro Sainz de Andino, giurista spagnolo (Alcalá de los Gazules, n. 1786 - Madrid, † 1863)

## Guerriglieri(1)
- Manuel Marulanda Vélez, guerrigliero colombiano (Génova, n. 1930 - Meta, † 2008)

## Hockeisti su pista(2)
- Pedro Gil Gómez, ex hockeista su pista spagnolo (Esplugues de Llobregat, n. 1980)
- Pedro Henriques, hockeista su pista portoghese (São Domingos de Benfica, n. 1990)

## Hockeisti su prato(4)
- Pedro Amat, ex hockeista su prato spagnolo (Terrassa, n. 1940)
- Pedro Ibarra, hockeista su prato argentino (n. 1985)
- Pedro Murúa, hockeista su prato spagnolo (San Sebastián, n. 1930 - † 2019)
- Pedro Roig, hockeista su prato spagnolo (Terrassa, n. 1938 - Terrassa, † 2018)

## Imprenditori(2)
- Pedro Beltrán Espantoso, imprenditore, politico e diplomatico peruviano (Lima, n. 1897 - Lima, † 1979)
- Pedro Vasena, imprenditore italiano (Sala al Barro, n. 1846 - Buenos Aires, † 1916)

## Ingegneri(1)
- Pedro Kanof, ingegnere e inventore italiano (Buenos Aires, n. 1944)

## Insegnanti(1)
- Pedro Passos Coelho, docente e politico portoghese (Coimbra, n. 1964)

## Lottatori(1)
- Pedro Isaac Muléns, lottatore cubano (Florida, n. 1985)

## Matematici(2)
- Pedro Chacón, matematico e teologo spagnolo (Toledo, n. 1526 - Roma, † 1581)
- Pedro Nunes, matematico, cosmografo e cartografo portoghese (Alcácer do Sal, n. 1502 - Coimbra, † 1578)

## Medici(3)
- Pedro Laín Entralgo, medico, storico e filosofo spagnolo (Urrea de Gaén, n. 1908 - Madrid, † 2001)
- Pedro López, medico spagnolo (Dueñas, n. 1527 - Città del Messico, † 1597)
- Pedro González de Velasco, medico e antropologo spagnolo (Valseca, n. 1818 - Madrid, † 1882)

## Militari(13)
- Pedro Bravo de Acuña, militare spagnolo (Manila, † 1606)
- Pedro Luis de Borja, militare spagnolo (Xàtiva, n. 1432 - Civitavecchia, † 1458)
- Pedro Campbell, militare e marinaio irlandese (Tipperary, n. 1782 - Pilar, † 1832)
- Pedro de Cevallos, militare spagnolo (Cadice, n. 1715 - Cordova, † 1778)
- Pedro Alexandrino da Cunha, militare, esploratore e politico portoghese (n. 1801 - Macao, † 1850)
- Pedro Fages, militare e esploratore spagnolo (Guissona, n. 1734 - Città del Messico, † 1794)
- Pedro Giachino, militare argentino (Mendoza, n. 1947 - Stanley, † 1982)
- Pedro Hernández, militare spagnolo (Lagopesole)
- Pedro Messía de la Cerda, ufficiale spagnolo (Cordova, n. 1700 - Madrid, † 1783)
- Pedro Antonio Olañeta, militare spagnolo (Elgeta, n. 1770 - Tumusla, † 1825)
- Pedro de Zubiaur, militare e ammiraglio spagnolo (Cenarruza-Puebla de Bolívar, n. 1540 - Dover, † 1605)
- Pedro Velarde y Santillán, militare spagnolo (Muriedas, n. 1779 - Madrid, † 1808)
- Pedro de Heredia, militare e esploratore spagnolo (Madrid - Tarifa, † 1554)

## Missionari(1)
- Pedro Bautista Blásquez, missionario spagnolo (San Esteban del Valle, n. 1542 - Nagasaki, † 1597)

## Musicisti(1)
- Chancha Vía Circuito, musicista e disc jockey argentino (Grande Buenos Aires)

## Navigatori(4)
- Pedro Álvares Cabral, navigatore e esploratore portoghese (Belmonte, n. 1467 - Santarém, † 1520)
- Pedro Mascarenhas, navigatore, esploratore e diplomatico portoghese (Mértola, n. 1484 - Goa, † 1555)
- Pedro Fernandes de Queirós, navigatore e esploratore portoghese (Évora, n. 1563 - Panama, † 1614)
- Pedro Sarmiento de Gamboa, navigatore, esploratore e astronomo spagnolo (Alcalá de Henares, n. 1530 - Lisbona, † 1590)

## Nobili(7)
- Pedro Nuño Colón de Portugal, nobile, politico e militare spagnolo (Madrid, n. 1618 - Città del Messico, † 1673)
- Pedro Manuel Colón de Portugal, nobile e funzionario spagnolo (Madrid, n. 1651 - Madrid, † 1710)
- Pedro Antonio Fernández de Castro, nobile spagnolo (Madrid, n. 1634 - Lima, † 1672)
- Pedro Manrique de Lara, nobile spagnolo († 1202)
- Pedro Moctezuma, nobile azteco
- Pedro de Alcántara Fernández de Córdoba y Moncada, nobile spagnolo (Madrid, n. 1730 - Madrid, † 1789)
- Pedro Martinez de Luna, nobile e condottiero spagnolo (Campidano di Oristano, † 1368)

## Nuotatori(3)
- Pedro Cayco, nuotatore filippino (n. 1932)
- Pablo Morales, ex nuotatore statunitense (Chicago, n. 1964)
- Pedro Pinotes, nuotatore angolano (Luanda, n. 1989)

## Pallanuotisti(4)
- Pedro Aguirrebeña, pallanuotista cileno (Santiago del Cile, n. 1917 - † 2009)
- Pedro Consuegra, pallanuotista argentino (Santa Fe, n. 1930 - † 2000)
- Pedro García Aguado, ex pallanuotista spagnolo (Madrid, n. 1968)
- Pedro Theberge, pallanuotista brasiliano (Juiz de Fora, n. 1908 - Rio de Janeiro, † 1972)

## Pallavolisti(4)
- Pedro Cabrera, pallavolista portoricano (n. 1990)
- Pedro Iznaga, pallavolista cubano (n. 1986)
- Pedro Molina, pallavolista portoricano (Lares, n. 1999)
- Pedro Nieves, pallavolista portoricano (San Juan, n. 1993)

## Patriarchi cattolici(1)
- Pedro Portocarrero y Guzmán, patriarca cattolico spagnolo (Montijo, n. 1640 - Avignone, † 1708)

## Pianisti(1)
- Pedro Albéniz, pianista, organista e compositore spagnolo (Logroño, n. 1795 - Madrid, † 1855)

## Piloti automobilistici(5)
- Pedro Chaves, ex pilota automobilistico portoghese (Porto, n. 1965)
- Pedro de la Rosa, ex pilota automobilistico spagnolo (Barcellona, n. 1971)
- Pedro Paulo Diniz, ex pilota automobilistico brasiliano (San Paolo, n. 1970)
- Pedro Piquet, ex pilota automobilistico brasiliano (Brasilia, n. 1998)
- Pedro Rodríguez de la Vega, pilota automobilistico messicano (Città del Messico, n. 1940 - Norimberga, † 1971)

## Piloti motociclistici(1)
- Pedro Acosta, pilota motociclistico spagnolo (Mazarrón, n. 2004)

## Pittori(7)
- Pedro Américo, pittore, scrittore e saggista brasiliano (Areia, n. 1843 - Firenze, † 1905)
- Pedro Berruguete, pittore spagnolo (Paredes de Nava - Avila)
- Pedro Atanasio Bocanegra, pittore spagnolo (Granada, n. 1638 - † 1689)
- Pedro Fernández de Murcia, pittore spagnolo (Murcia)
- Pedro de Madrazo, pittore, scrittore e storico dell'arte spagnolo (Roma, n. 1816 - Madrid, † 1898)
- Pedro Orrente, pittore spagnolo (Murcia, n. 1580 - Valencia, † 1645)
- Pedro de las Cuevas, pittore spagnolo (Madrid, n. 1568 - Madrid, † 1635)

## Poeti(8)
- Pedro Antonio de Alarcón, poeta, scrittore e giornalista spagnolo (Guadix, n. 1833 - Madrid, † 1891)
- Pedro Correia Garção, poeta e drammaturgo portoghese (Lisbona, n. 1724 - Lisbona, † 1772)
- Pedro Lezcano Montalvo, poeta e drammaturgo spagnolo (Madrid, n. 1920 - Las Palmas de Gran Canaria, † 2002)
- Pedro López de Ayala, poeta e scrittore spagnolo (Vitoria, n. 1332 - Calahorra, † 1407)
- Pedro Mir, poeta dominicano (San Pedro de Macorís, n. 1913 - Santo Domingo, † 2000)
- Pedro de Oña, poeta cileno (Angol, n. 1570 - Lima, † 1643)
- Pedro Pietri, poeta portoricano (Ponce, n. 1944 - † 2004)
- Pedro Salinas, poeta spagnolo (Madrid, n. 1891 - Boston, † 1951)

## Politici(43)
- Pedro Aguirre Cerda, politico e avvocato cileno (Pocuro, n. 1879 - Santiago del Cile, † 1941)
- Pedro de Alberni, politico, esploratore e generale spagnolo (Tortosa, n. 1747 - Monterey, † 1802)
- Pedro Albizu Campos, politico e militare portoricano (Ponce, n. 1891 - San Juan, † 1965)
- Pedro Aleixo, politico e avvocato brasiliano (Mariana, n. 1901 - Belo Horizonte, † 1975)
- Pedro María Anaya, politico e militare messicano (Huichapan, n. 1795 - Città del Messico, † 1854)
- Pedro Ansúrez, politico e militare spagnolo (Valladolid, † 1117)
- Pedro Antonio de Aragón, politico e militare spagnolo (Lucena, n. 1611 - Madrid, † 1690)
- Pedro Eugenio Aramburu, politico e generale argentino (Río Cuarto, n. 1905 - Carlos Tejedor, † 1970)
- Pedro Pablo Abarca de Bolea y Ximénez de Urrea, politico e generale spagnolo (Siétamo, n. 1718 - Épila, † 1798)
- Pedro Juan Caballero, politico paraguaiano (Tobatí, n. 1786 - Asunción, † 1821)
- Pedro Carmona Estanga, politico venezuelano (Barquisimeto, n. 1941)
- Pedro Cateriano, politico e avvocato peruviano (Lima, n. 1958)
- Pedro B. Clavano, politico filippino (Cebu, n. 1907)
- Alberto Demicheli, politico uruguaiano (Rocha, n. 1896 - Montevideo, † 1980)
- Pedro Diez Canseco, politico peruviano (Arequipa, n. 1815 - Chorrillos, † 1893)
- Pedro José Escalón, politico salvadoregno (Santa Ana, n. 1847 - Santa Ana, † 1923)
- Pedro Fajardo, I marchese dei Vélez, politico e militare spagnolo (Murcia - † 1542)
- Pedro Fernández de Castro, politico spagnolo (Monforte de Lemos, n. 1560 - Madrid, † 1622)
- Pedro de Garibay, politico e generale spagnolo (Alcalá de Henares, n. 1729 - Città del Messico, † 1815)
- Pedro Gual, politico e diplomatico venezuelano (Caracas, n. 1783 - Guayaquil, † 1862)
- Pedro Pablo Kuczynski, politico e economista peruviano (Lima, n. 1938)
- Pedro Lascuráin, politico, avvocato e diplomatico messicano (Città del Messico, n. 1856 - Città del Messico, † 1952)
- Pedro Molina Mazariegos, politico guatemalteco (n. 1777 - † 1854)
- Agustín Morales, politico boliviano (La Paz, n. 1808 - La Paz, † 1872)
- Pedro Domingo Murillo, politico peruviano (La Paz, n. 1757 - La Paz, † 1810)
- Pedro Opazo, politico cileno (Talca, n. 1876 - Santiago del Cile, † 1957)
- Pedro Nel Ospina, politico colombiano (Santa Fé de Bogotá, n. 1858 - Medellín, † 1927)
- Pedro Francisco Bono, politico e sociologo dominicano (n. 1828 - † 1906)
- Pedro Pierluisi, politico portoricano (San Juan, n. 1959)
- Pedro Pires, politico capoverdiano (São Filipe, n. 1934)
- Pedro Rollán Ojeda, politico spagnolo (Madrid, n. 1969)
- Pedro Rosselló, politico portoricano (San Juan, n. 1944)
- Pedro Santana Lopes, politico portoghese (Lisbona, n. 1956)
- Pedro Santana, politico dominicano (Hinche, n. 1801 - Santo Domingo, † 1864)
- Pedro Silva Pereira, politico portoghese (Lisbona, n. 1962)
- Pedro Solbes, politico spagnolo (Pinoso, n. 1942 - Madrid, † 2023)
- Pedro de Sousa Holstein, politico e militare portoghese (Torino, n. 1781 - Lisbona, † 1850)
- Pedro Sánchez, politico e economista spagnolo (Madrid, n. 1972)
- Pedro Téllez-Girón, politico e militare spagnolo (Osuna, n. 1537 - Madrid, † 1590)
- Pedro Téllez-Girón, politico e militare spagnolo (Osuna, n. 1574 - Madrid, † 1624)
- Pedro Varela, politico uruguaiano (Florida, n. 1837 - Montevideo, † 1906)
- Pedro de Araújo Lima, politico brasiliano (Pernambuco, n. 1787 - Rio de Janeiro, † 1870)
- Pedro Morenés, politico spagnolo (Las Arenas, n. 1948)

## Presbiteri(6)
- Pedro Hernández de Villaumbrales, presbitero e scrittore spagnolo (Villaumbrales)
- Pedro Pablo Opeka, presbitero argentino (San Martín, n. 1948)
- Pedro Poveda Castroverde, presbitero spagnolo (Linares, n. 1874 - Madrid, † 1936)
- Pedro María Ramírez Ramos, presbitero colombiano (La Plata, n. 1899 - Armero, † 1948)
- Pedro Ruiz de los Paños y Ángel, presbitero spagnolo (Mora, n. 1881 - Toledo, † 1936)
- Pedro de Soto, presbitero e teologo spagnolo (Alcalá de Henares, n. 1493 - Trento, † 1563)

## Procuratori sportivi(1)
- Pedrinho, procuratore sportivo e ex calciatore brasiliano (Santo André, n. 1957)

## Pugili(7)
- Pedro Adigue, pugile filippino (Palanas, n. 1943 - Manila, † 2003)
- Pedro Carrasco, pugile e attore spagnolo (Huelva, n. 1943 - Alosno, † 2001)
- Daniel Estrada, pugile messicano (Iztapalapa, n. 1985)
- Pedro Gamarro, pugile venezuelano (Machiques, n. 1955 - Maracaibo, † 2019)
- Pedro Montañez, pugile portoricano (Cayey, n. 1914 - † 1996)
- Pedro Nolasco, pugile dominicano (La Romana, n. 1962 - La Romana, † 1995)
- Pedro Quartucci, pugile e attore argentino (Buenos Aires, n. 1905 - Buenos Aires, † 1983)

## Rapper(4)
- Bispo, rapper portoghese (Algueirão-Mem Martins, n. 1992)
- Foyone, rapper spagnolo (Malaga, n. 1991)
- Quevedo, rapper spagnolo (Madrid, n. 2001)
- Hard GZ, rapper spagnolo (Vigo, n. 1995)

## Registi(5)
- Pedro Almodóvar, regista, sceneggiatore e produttore cinematografico spagnolo (Calzada de Calatrava, n. 1949)
- Pedro Costa, regista e sceneggiatore portoghese (Lisbona, n. 1959)
- Pedro Lazaga, regista e sceneggiatore spagnolo (Valls, n. 1918 - Madrid, † 1979)
- Pedro Masó, regista spagnolo (Madrid, n. 1927 - Madrid, † 2008)
- Pedro Olea, regista e sceneggiatore spagnolo (Bilbao, n. 1938)

## Registi teatrali(1)
- Victor Garcia, regista teatrale argentino (San Miguel de Tucumán, n. 1934 - Parigi, † 1982)

## Religiosi(6)
- Pedro de San José de Bethencourt, religioso e santo spagnolo (Vilaflor, n. 1626 - Antigua Guatemala, † 1667)
- Pedro de Godoy, religioso, teologo e vescovo cattolico spagnolo (Aldeanueva de la Vera, n. 1599 - Sigüenza, † 1677)
- Pedro Lorenzo de la Nada, religioso spagnolo
- Pedro de Córdoba, religioso e missionario spagnolo (Cordova, n. 1482 - Hispaniola, † 1521)
- Pedro de Pravia, religioso spagnolo (Pravia, n. 1525 - Città del Messico, † 1590)
- Pedro Fernández de Villegas, religioso e umanista spagnolo (Burgos, n. 1453 - Burgos, † 1536)

## Rugbisti a 15(4)
- Pedro Lanza, ex rugbista a 15 e allenatore di rugby a 15 argentino (Buenos Aires, n. 1963)
- Pedro Leal, rugbista a 15 portoghese (Lisbona, n. 1984)
- Pedro Martín, rugbista a 15 spagnolo (Valladolid, n. 1987)
- Pedro Sporleder, ex rugbista a 15, dirigente d'azienda e imprenditore argentino (Buenos Aires, n. 1971)

## Sassofonisti(1)
- Pedro Iturralde, sassofonista spagnolo (Falces, n. 1929 - Madrid, † 2020)

## Scacchisti(1)
- Pedro Damiano, scacchista portoghese (Odemira, n. 1480 - † 1544)

## Schermidori(3)
- Pedro Pablo Cabezas, ex schermidore cubano
- Pedro Hernández, ex schermidore cubano (n. 1955)
- Pedro Merencio, ex schermidore cubano

## Scrittori(13)
- Pedro Espinosa, scrittore spagnolo (Antequera, n. 1578 - Sanlúcar de Barrameda, † 1650)
- Pedro Pablo Figueroa, scrittore cileno (Copiapó, n. 1857 - Santiago del Cile, † 1909)
- Pedro Juan Gutiérrez, scrittore, poeta e pittore cubano (Matanzas, n. 1950)
- Pedro Manuel Jiménez de Urrea, scrittore e poeta spagnolo (Saragozza, n. 1486 - † 1535)
- Pedro Lenz, scrittore svizzero (Langenthal, n. 1965)
- Pedro Mairal, scrittore argentino (Buenos Aires, n. 1970)
- Pedro Malón de Chaide, scrittore e teologo spagnolo (Cascante, n. 1530 - Barcellona, † 1589)
- Pedro Mexía, scrittore spagnolo (Siviglia, n. 1497 - Siviglia, † 1551)
- Pedro Pineda, scrittore britannico († 1762)
- Pedro Pizarro, scrittore spagnolo (Toledo, n. 1514 - Arequipa, † 1583)
- Pedro Sancho de la Hoz, scrittore spagnolo (Calahorra, n. 1514 - Santiago del Cile, † 1547)
- Pedro Zarraluki, scrittore spagnolo (Barcellona, n. 1954 - Gerona, † 2025)
- Pedro de Luján, scrittore e avvocato spagnolo (Siviglia)

## Scultori(3)
- Pedro de Mena, scultore spagnolo (Granada, n. 1628 - Malaga, † 1688)
- Pedro Pedrazzini, scultore svizzero (Roveredo, n. 1953)
- Pedro Roldán, scultore spagnolo (Siviglia, n. 1624 - Siviglia, † 1699)

## Skater(1)
- Pedro Barros, skater brasiliano (Florianópolis, n. 1995)

## Sovrani(1)
- Pedro I del Congo, re († 1545)

## Sportivi(1)
- Pedro Carbonell, sportivo spagnolo (Palma di Maiorca, n. 1969)

## Storici(3)
- Pedro Cieza de León, storico, esploratore e militare spagnolo (Llerena, n. 1512 - Siviglia, † 1554)
- Pedro Carlos González Cuevas, storico e docente spagnolo (Madrid, n. 1959)
- Pedro Mariño de Lobera, storico e esploratore spagnolo (Pontevedra, n. 1528 - Lima, † 1594)

## Tennisti(4)
- Pedro Cachín, tennista argentino (Bell Ville, n. 1995)
- Pedro Martínez, tennista spagnolo (Alzira, n. 1997)
- Pedro Rebolledo, ex tennista cileno (Santiago del Cile, n. 1960)
- Pedro Sousa, ex tennista portoghese (Lisbona, n. 1988)

## Tenori(1)
- Pedro Vargas, tenore e attore messicano (San Miguel de Allende, n. 1906 - Città del Messico, † 1989)

## Teologi(2)
- Pedro d'Alva y Astorga, teologo spagnolo (Carbajales, n. 1602 - Lovanio, † 1667)
- Pedro de Osma, teologo spagnolo (Alba de Tormes, † 1480)

## Tipografi(1)
- Pedro Ocharte, tipografo francese

## Toreri(1)
- Pedro Romero, torero spagnolo (Ronda, n. 1754 - Ronda, † 1839)

## Triplisti(2)
- Pedro Pérez, triplista cubano (Pinar del Río, n. 1952 - L'Avana, † 2018)
- Pedro Pichardo, triplista cubano (Santiago di Cuba, n. 1993)

## Trovatori(1)
- Pedro Amigo de Sevilha, trovatore spagnolo

## Umanisti(2)
- Pedro Simón Abril, umanista spagnolo (Alcaraz, n. 1530 - Medina de Rioseco, † 1595)
- Pedro Aullón de Haro, umanista, critico letterario e filosofo spagnolo

## Velisti(2)
- Pedro Millet, ex velista spagnolo (Barcellona, n. 1952)
- Pedro Pascual, velista statunitense (Córdoba, n. 1996)

## Vescovi cattolici(12)
- Pedro Aguado Cuesta, vescovo cattolico spagnolo (Bilbao, n. 1957)
- Pedro de Agurto, vescovo cattolico spagnolo (Città del Messico, n. 1544 - Cebu, † 1608)
- Pedro Angulo, vescovo cattolico e missionario spagnolo (Burgos, n. 1500 - Salamá, † 1562)
- Pedro Arnoldo Aparicio y Quintanilla, vescovo cattolico salvadoregno (Chinameca, n. 1908 - Santo Domingo, † 1992)
- Pedro Casaldáliga Plá, vescovo cattolico e teologo spagnolo (Balsareny, n. 1928 - Batatais, † 2020)
- Pedro Carlos Cipolini, vescovo cattolico brasiliano (Caconde, n. 1952)
- Pedro de la Gasca, vescovo cattolico, diplomatico e generale spagnolo (Navarregadilla, n. 1493 - Sigüenza, † 1567)
- Pedro González del Castillo, vescovo cattolico spagnolo (Granada, n. 1562 - Logroño, † 1627)
- Pedro Daniel Martínez Perea, vescovo cattolico argentino (Mendoza, n. 1956)
- Pedro de Mata y Haro, vescovo cattolico italiano (Napoli, n. 1576 - Diano, † 1627)
- Pedro Ignacio Wolcan Olano, vescovo cattolico uruguaiano (Nueva Helvecia, n. 1953)
- Pedro de Oña, vescovo cattolico, filosofo e teologo spagnolo (Burgos, n. 1560 - Gaeta, † 1626)

## Wrestler(3)
- Perro Aguayo Jr., wrestler messicano (Città del Messico, n. 1979 - Tijuana, † 2015)
- Perro Aguayo, wrestler messicano (Nochistlán, n. 1946 - Tala, † 2019)
- Pedro Morales, wrestler portoricano (Culebra, n. 1942 - Perth Amboy, † 2019)

## Senza attività specificata(3)
- Pedro Álvarez de Toledo y Zúñiga, marchese (Salamanca, n. 1484 - Firenze, † 1553)
- Pedro Theón, conte
- Pedro Afán de Ribera, duca (Siviglia, n. 1509 - Napoli, † 1571)